# Теорія наближень
Тео́рія набли́жень — розділ математики, що вивчає питання про можливість наближеного подання одних математичних об'єктів іншими, як правило простішої природи, а також питання про оцінки похибки, що вноситься при цьому. Значна частина теорії наближення стосується наближення одних функцій іншими, проте є й результати, які стосуються абстрактних векторних або топологічних просторів.
Теорія наближень активно використовується при побудові великої кількості алгоритмів, а також при стисненні даних.
Тісно пов'язаною темою є апроксимація функцій узагальненими рядами Фур'є, тобто апроксимації, засновані на підсумовуванні ряду членів на основі ортогональних поліномів.
Одна з проблем, що представляє особливий інтерес, полягає в апроксимації функції в комп'ютерній математичній бібліотеці, використовуючи операції, які можна виконати на комп'ютері або калькуляторі (наприклад, додавання та множення), таким чином, щоб результат був якомога ближчим до фактичної функції. Зазвичай це робиться за допомогою поліноміальних або раціональних (співвідношення поліномів) апроксимацій.
Мета полягає в тому, щоб зробити апроксимацію якомога ближчою до фактичної функції, зазвичай з точністю, близькою до точності арифметики з рухомою комою базового комп'ютера. Це досягається за допомогою використання полінома високого степеня та/або звуження області визначення, в якій поліном повинен апроксимувати функцію. Звуження області визначення часто можна зробити за допомогою різних формул додавання або масштабування для функції, що апроксимується. Сучасні математичні бібліотеки часто зменшують область визначення на багато крихітних сегментів і використовують поліном низького степеня для кожного сегмента.

## Приклади
- Замість обчислення точного значення функції {\displaystyle \sin x} при малих {\displaystyle x} можна скористатися самим {\displaystyle x}, тобто {\displaystyle \sin x\approx x}. Що більшим буде {\displaystyle x}, то більшою буде похибка такого наближення.
- Щоби запам'ятати деяку функцію, можна запам'ятати її значення в деяких точках (кажуть: на ґратці), а в інших точках обчислювати її за якоюсь інтерполяційною формулою. Питання про оптимальний вибір (для конкретної функції або для функцій з якогось класу) ґратки і формули відноситься якраз до теорії наближення.
- Теорема Веєрштрасса — Стоуна